# Boninthemis
Boninthemis é um género de libelinha da família Libellulidae.
Este género contém as seguintes espécies:
- Boninthemis insularis (Matsumura, 1913)